# Афанасьєво (смт)
Афана́сьєво (рос. Афанасьево) — селище міського типу, центр Афанасьєвського району Кіровської області, Росія. Адміністративний центр та єдиний населений пункт афанасьєвського міського поселення.

## Населення
Населення поселення становить 3454 особи (2017; 3413 у 2016, 3370 у 2015, 3360 у 2014, 3365 у 2013, 3379 у 2012, 3435 у 2010, 3474 у 2002).

## Історія
Село Зюздіно було засноване 1730 року, коли тут була збудована церква святого Афанасія. Назва походить від особистої назви народу чудь — дзузь, та частини дин — біля, поблизу. Статус селища міського типу поселення отримало 1966 року.